# Hill Air Force Base
La Hill Air Force Base è una base aerea militare dell'United States Air Force gestita dall'Air Force Materiel Command e situata presso la città di Salt Lake City, nello Utah.

## Informazioni Generali
Attivata il nel 1940 e intitolata al Maggiore Ployer P. Hill, ucciso il 30 Ottobre 1935, primo a volare su un B-17.

## Unità
Attualmente l'unità ospitante è il 75th Air Base Wing.
Sono ospitate le seguenti unità:
- 388th Fighter Wing
- 419th Fighter Wing, Air Force Reserve Command
- 748th Supply Chain Management Group
- AFNWC ICBM Systems Directorate
- Hill Aerospace Museum
- Ogden ALC